# Laseczka jadu kiełbasianego
Laseczka jadu kiełbasianego (Clostridium botulinum) – należąca do rodzaju Clostridium beztlenowa Gram-dodatnia bakteria w kształcie laseczki, wytwarzająca przetrwalniki. Została odkryta w 1895 roku przez Emile'a van Ermengema, który wyizolował ją z domowej roboty solonej szynki, będącej przyczyną zatrucia 34 osób, oraz śledziony zmarłego człowieka. 
W Księdze Rekordów Guinnessa jest zaklasyfikowana jako najbardziej śmiercionośny organizm, bowiem wytwarza najsilniejszą egzotoksynę, której 450 g teoretycznie mogłoby zlikwidować całą ludzkość.

## Fizjologia
Zarodniki C. botulinum powszechnie występują  w glebie, osadach i przewodzie pokarmowym zwierząt. Ich obecność stwierdzono na terenie obu Ameryk, Europy i Azji. W zależności od występujących pomiędzy szczepami różnic fizjologicznych i molekularnych bakterie C. botulinum zalicza się do czterech grup:
- grupa I: bakterie proteolityczne, filogenetycznie podobna do Clostridium sporogenes
- grupa II: bakterie nieproteolitczne
- grupa III: filogenetycznie podobna  do Clostridium novyi
- grupa IV: charakteryzowana jako Clostridium argentinense, filogenetycznie podobna do Clostridium subterminale[1].

Przynależność do określonej grupy determinuje ich optymalne warunki wzrostu (mezofile lub psychrofile), a wytwarzane endospory charakteryzują się odmienną odpornością na wysoką temperaturę (od wysokiej do średniej).

## Laboratoryjna hodowla bakterii
C. botulinum do wzrostu na pożywce wymaga ścisłych warunków beztlenowych. Wszystkie pożywki hodowlane muszą być odtlenione przez ogrzewanie we wrzącej wodzie lub znajdować się w beztlenowej mieszaninie gazów. Również dodatek środków redukujących (np. kwasu tioglikolowego) do pożywek umożliwia beztlenową hodowlę bakterii. Dodatkowo całe szkło laboratoryjne, plastikowe pojemniki, tuby oraz końcówki do pipet wykorzystywane podczas pracy z kulturami C. botulinum powinny zostać pozbawione tlenu.
|                                                             | Grupa I | Grupa II | Grupa III | Grupa IV |
| ----------------------------------------------------------- | ------- | -------- | --------- | -------- |
| Optymalna temperatura wzrostu (w °C)                        | 37      | 25       | 40        | 37       |
| Minimalna temperatura wzrostu (w °C)                        | 10-12   | 2,5-3,0  | 15        | bd.      |
| Minimalne pH wzrostu                                        | 4,6     | 5,0      | 5,1       | bd       |
| Stężenie NaCl powodujące zahamowanie wzrostu bakterii (w %) | 10      | 5        | bd.       | 6,5      |

## Epidemiologia
Jedynie szczepy zaliczane do grupy I i II produkują toksyny, które u człowieka są zdolne wywołać objawy chorobowe. Szczepy bakterii zaliczane do grupy III powodują choroby u ptaków i innych zwierząt. Dotychczas nie stwierdzono przypadków  choroby wywołanej przez szczepy bakterii zaliczanych do grupy IV, lecz wiadomo, że mogą być toksyczne dla zwierząt.

## Toksyczność
Wszystkie szczepy C. botulinum produkują egzotoksynę (która jest jednak uwalniana dopiero po autolizie bakterii) zwaną jadem kiełbasianym lub neurotoksyną botulinową.
Znane jest 8 serotypów toksyny: A (w tym 5 subtypów), B (w tym 5 subtypów), C, D, E (w tym 6 subtypów), F, G i H, lecz jedynie 7 z nich (oprócz serotypu G) powoduje objawy chorobowe. Geny kodujące poszczególne toksyny zlokalizowane są w genomie bakterii, plazmidzie lub w bakteriofagu.
| Grupa I                | Grupa II               | Grupa III   | Grupa IV |
| ---------------------- | ---------------------- | ----------- | -------- |
| genom bakterii/plazmid | genom bakterii/plazmid | bakteriofag | plazmid  |

Botulina jest ciepłochwiejna, ulega degradacji po gotowaniu przez 20 minut. Objawy kliniczne zatrucia botuliną nazywa się botulizmem.